# جيمس والاس بلاك
جيمس والاس بلاك (بالإنجليزية: James Wallace Black) هو مصور أمريكي، ولد في 10 فبراير 1825 في نيوهامبشير في الولايات المتحدة، وتوفي في 5 يناير 1896 في كامبريدج في الولايات المتحدة.